# Clistoabdominalis electus
Clistoabdominalis electus är en tvåvingeart som först beskrevs av Hardy 1947.  Clistoabdominalis electus ingår i släktet Clistoabdominalis och familjen ögonflugor. Inga underarter finns listade i Catalogue of Life.